# Alfabetización informática
Se llama alfabetización informática al conjunto de tareas e iniciativas que tienen como objetivo incluir, en la Sociedad del Conocimiento, los sectores marginados de la misma por razones económicas, sociales y/o culturales. Esta inclusión se realiza cuando las personas que integran sectores socialmente marginados desarrollan las destrezas necesarias para utilizar tecnologías de información y comunicación, como herramientas para su recalificación social y el mejoramiento de su calidad de vida.

## Antecedentes
En Argentina, esta definición fue utilizada por primera vez en el año 2003 por la asociación civil Infoworkers Trabajadores de la Información de Argentina, que también definió el conjunto de destrezas que debe poseer una persona para ser considerada una alfabetizada informática (tal como sostiene David Bawden en su estado del arte sobre caracterización del concepto)
- Capacidad de recibir y enviar mensajes a través del correo electrónico.
- Capacidad de acceder a Internet utilizando computadoras conectadas en red.
- Capacidad de redactar un texto simple utilizando un procesador de textos.
- Capacidad de diseñar y/ o utilizar bases de datos.
- Capacidad de utilizar planillas de cálculo.
- Capacidad de acceder a sitios web.
- Capacidad de gestionar ante organismos de interés público utilizando Internet.
- Capacidad de incorporar producción propia a Internet.
- Conocimientos suficientes para tomar de y enviar información a los medios masivos de comunicación a través de Internet.
- Apropiación de términos que facilitan la comunicación con otros sectores sociales.

## Diferencias entre alfabetización informática y alfabetización digital
La alfabetización informática tiene como objetivo la incorporación de las nuevas tecnologías como herramientas para la comunicación y producción. Está centrada en las personas, vistas en su situación concreta. Esto supone que el sujeto que se alfabetiza alcanzará un conocimiento básico de ejecución de operaciones, siempre en relación con los mecanismos y procesos que implican tales decisiones, tanto en lo referido al funcionamiento de las nuevas herramientas como a los sistemas sociales, políticos y productivos. En el plano de la vida en sociedad, adquiere la capacidad de generar nuevos caminos para renovar y revitalizar vínculos sociales, culturales y políticos. 
La alfabetización informática se basa en la tecnología apropiada. La apropiación tiene un doble significado: lo que es adecuado y lo que es adueñado. Es adecuado cuando resulta apto para desarrollar la vida humana, favorece los vínculos afectivos y sociales, y es oportuno para alcanzar niveles convenientes de producción. Lo adueñado se asume en el seno de la comunidad de pertenencia, es apoderado para el servicio, y es tomado para generar nuevas creaciones.
La alfabetización informática supone siempre la libertad de la persona. La responsabilidad de su difusión recae en el sistema educativo de la sociedad y en todas las organizaciones estatales, productivas y comunitarias que tengan como objetivo el bien común de las personas y los grupos de referencia.
Por el contrario, la alfabetización digital tiene como objetivo el uso de las nuevas tecnologías en función de la eficiencia de los entes administrativos. Los sujetos de la alfabetización digital son considerados consumidores o usuarios, lo único que deben aprender es ejecutar operaciones básicas, tanto para conseguir los bienes que desean como para usar mecanismos masivos. Esta alfabetización está centrada en el desarrollo de equipamientos, quedando el conocimiento de los procesos en manos solamente de los especialistas.
El fin de la alfabetización digital es exclusivamente administrativo y de control, no involucra aspectos de producción o vinculación personal, social o política. Su eficacia está en la cuantificación y su eficiencia en la rentabilidad. Se centra en la distribución acrítica de equipamiento.

## Programa de alfabetización informática
Programa llevado a cabo en la República Argentina por la Asociación Civil Infoworkers Trabajadores de la Información, con el propósito de contribuir a alcanzar los siguientes objetivos:
- Incorporar a la cultura de la comunidad del uso de las tecnologías de informática y comunicaciones como instrumento para la satisfacción de su propio ideario
- Reafirmación de la identidad cultural local a través de su difusión por medio de Internet
- Ampliación de la base social que cuenta con la destreza necesaria para el uso de las tecnologías de información y comunicaciones
- Desarrollo de nuevas oportunidades de reinserción laboral y social para amplios sectores de la comunidad
- Desarrollo de la cultura del teletrabajo como recurso de recalificación social
- Ampliación de la base social con acceso a la oferta educativa global
- Paulatina reversión del actual proceso de marginación a las oportunidades de acceso al conocimiento
- Abordaje de la marginalidad adolescente a través de la apropiación de las tecnologías informática y de comunicaciones
- Disminución de los riesgos discriminatorios a la población infantil proveniente de los sectores de menores recursos
- Utilización de las tecnologías de información, por parte de los sectores excluidos, para la creación y desarrollo de nuevos emprendimientos comerciales de alcance local y/ o global.
- Mejoramiento de la situación de los discapacitados mediante la nivelación de sus oportunidades con las del resto de la comunidad
- Fortalecimiento de la participación de los padres en los ámbitos educativos de sus hijos.

### Importancia de la Alfabetización Informática
Los múltiples escenarios de la sociedad de la información
Según el sociólogo estadounidense Scott Lash (2007), en el mundo actual, el incremento permanente en la cantidad y la diversidad de textos y productos hace imposible no sólo una perspectiva crítica, sino la simple posibilidad de comprenderlos y apropiarlos cabalmente. Las innovaciones tecnológicas modifican las estructuras productivas de las sociedades: aparecen nuevas industrias y nuevos trabajos que implican ante todo creatividad. Pero las informaciones, las innovaciones, los conocimientos, en fin, esta ampliación de la esfera simbólica en la sociedades no llega a todos por igual. 
Estar alfabetizado implica hoy una pluralidad de competencias y saberes muy desigualmente repartidos: estar familiarizado con los lenguajes audiovisuales, seleccionar y organizar grandes cantidades de información, operar los nuevos artefactos creados por la innovación tecnológica.
Las naciones se encuentran ante una dramática disyuntiva: o administran los medios para que las sucesivas generaciones de ciudadanos se conviertan en promotores de la sociedad del conocimiento  y aprovechen sus oportunidades, cuestionando al mismo tiempo los efectos de exclusión social producidos por la globalización o convierten a sus ciudadanos en víctimas de tecnologías cuyo único objetivo es acumular ganancias sin medir las consecuencias que producen en las personas, el medio ambiente y las tramas sociales exponiendo a todo ello a una situación de inseguridad existencial. 
Posiciones frente a la tecnología. Una visión superadora: las personas en interacción con las tecnologías
Es necesario cuestionar algunas dicotomías que obstaculizan el debate. Dejar de lado posiciones simplistas: ni las nuevas tecnologías “salvarán” al mundo ni tampoco lo destruirán.
Según Daniel Chandler (1995), concebir la tecnología como la única causa capaz de modificar las estructuras sociales es la forma más difundida de concebir la relación tecnología-sociedad. Pero es una concepción errónea. Según este autor hay un tecno-centrismo que invade todo discurso sobre la relación entre tecnología y sociedad y funda, en el imaginario colectivo, la idea de que toda innovación tecnológica es mejor, más avanzada y más científica.
La opción óptima es el concepto de tecnología conveniente: las tecnologías no son buenas ni malas; sí puede serlo el uso que se haga de ellas, cuando no se ponderan los riesgos que su aplicación puede representar para el medio ambiente, el empleo o la retribución justa del trabajo.
Las tecnologías ayudan a alcanzar objetivos existentes y, a la vez, crean nuevas necesidades, nuevos objetivos que nunca habían sido considerados antes que la tecnología innovadora los tornara posibles. No son sólo instrumentos para resolver o simplificar situaciones: modifican al usuario, pues la dinámica de los cambios hace que la apropiación de una tecnología produzca efectos imprevisibles y sentidos impensados. 
Contextos de desigualdad
La alfabetización informática tiene como propósito disminuir las brechas que existen en los contextos de graves desigualdades en la sociedades. Esto supone mucho más que la posibilidad de acceso físico y real a las tecnologías (brecha económica o poder disponer de una tecnología). Existe la brecha de uso (saber interactuar con la tecnología), y existe también la brecha de uso significativo (ser capaz de discernir cuáles son las tecnologías más convenientes para un determinado propósito y contexto y hacer de ellas un uso significativo, que implique creatividad y apropiación plena de las posibilidades)